# Eed op de Kaatsbaan

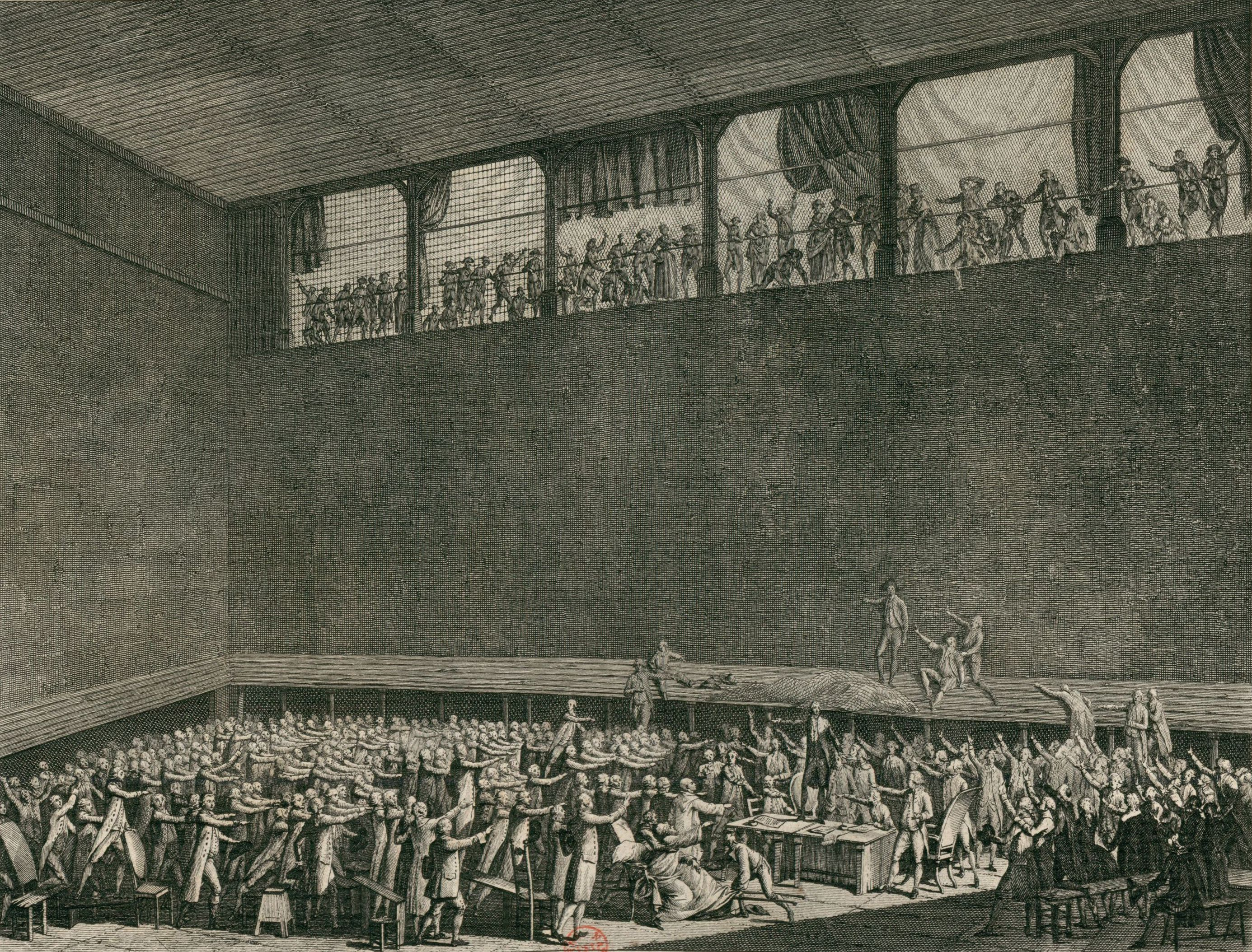
De eed op een prent uit de Tableaux historiques de la Révolution française

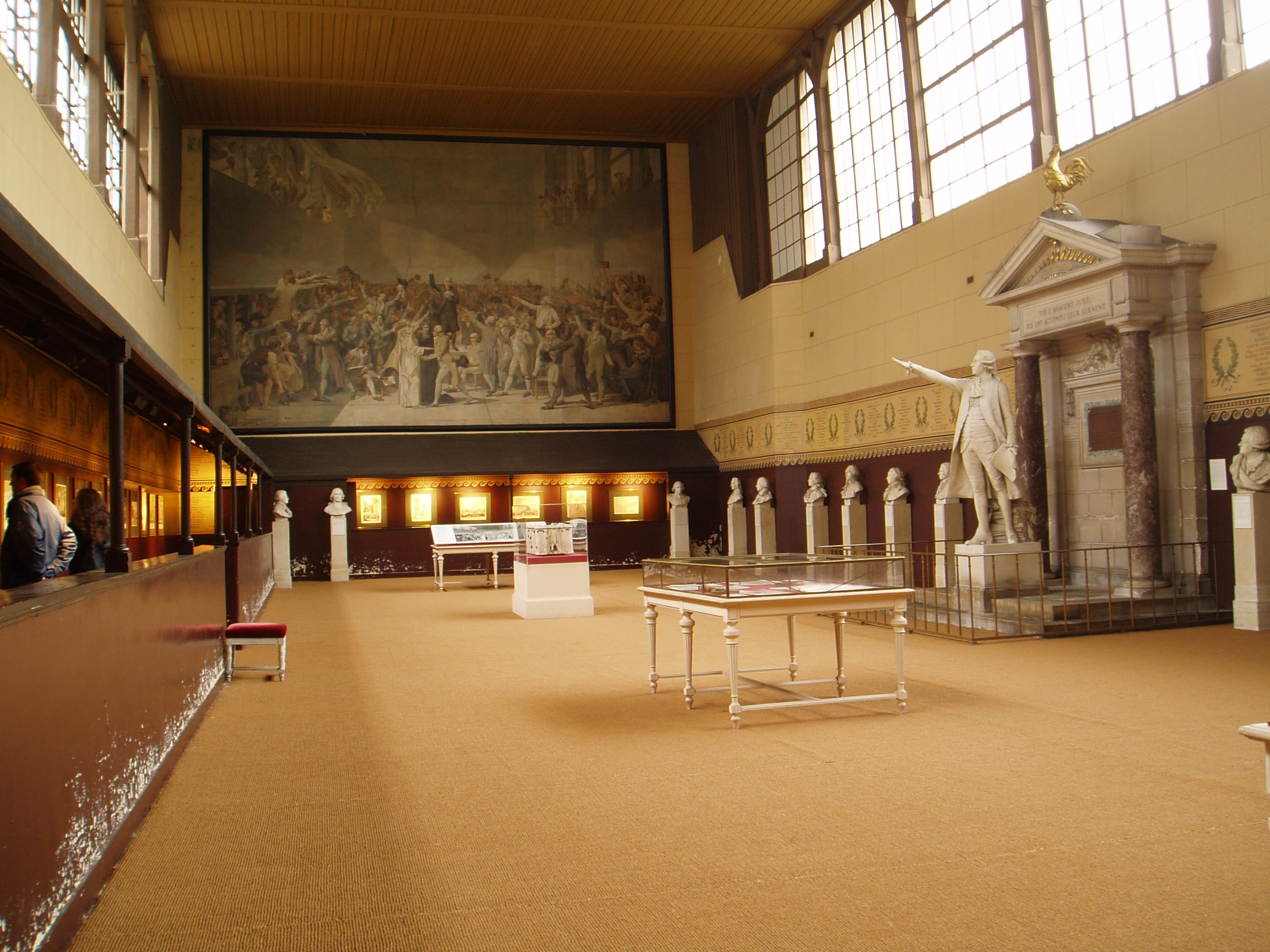
De Salle du Jeu de paume als museumruimte

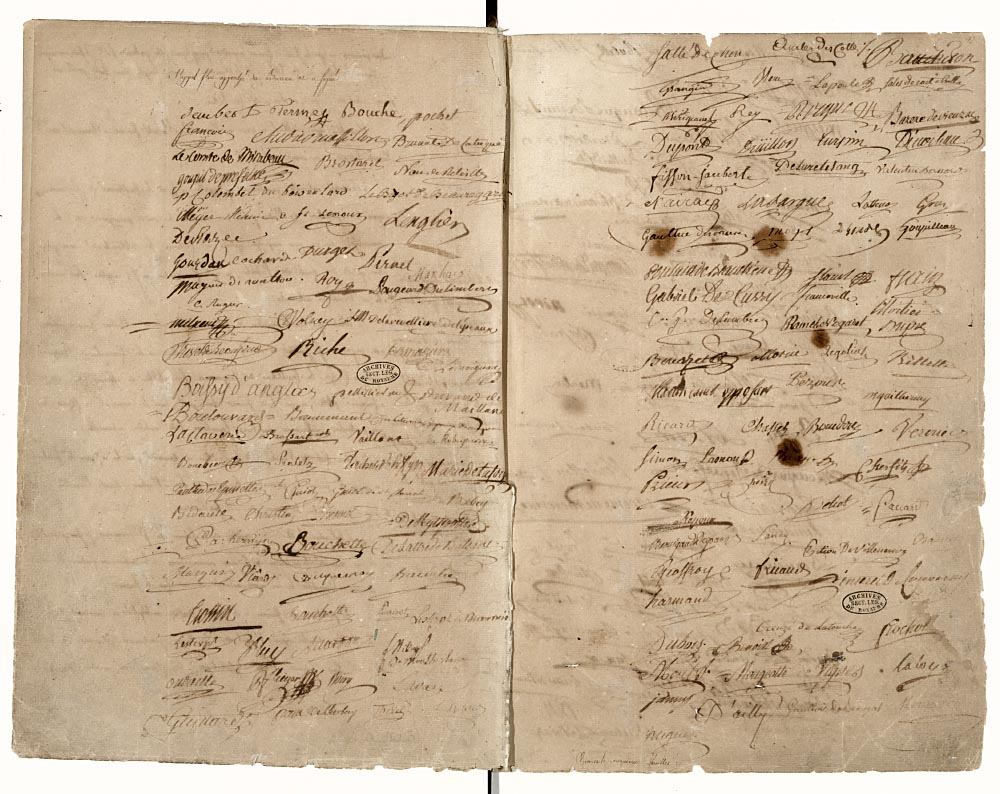
Handtekeningen onder de eed

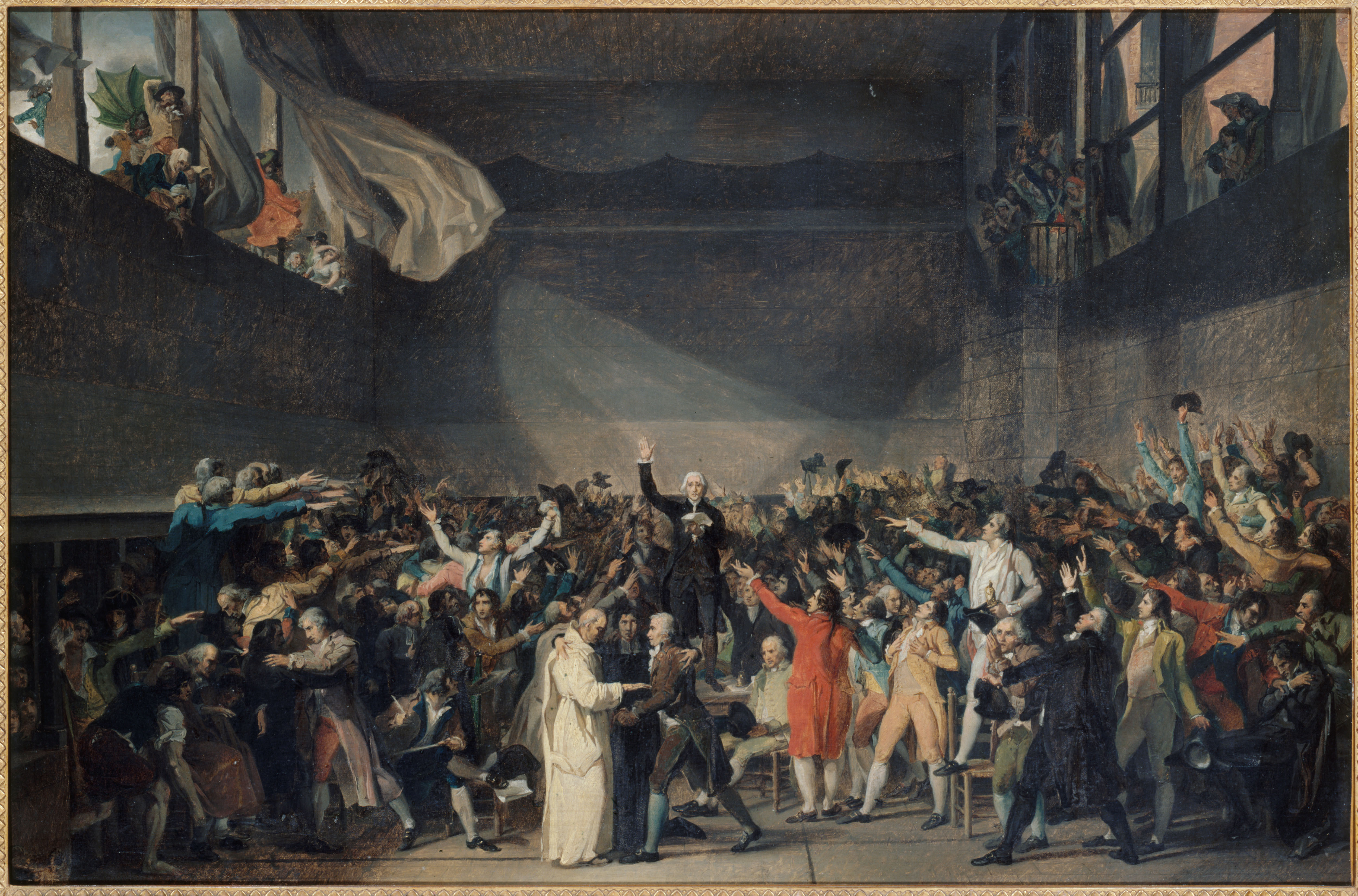
Schilderij Le Serment du Jeu de paume
(Jacques-Louis David, na 1791). De burgemeester van Parijs Bailly staat op de tafel en leest de eed voor. Sieyès zit naast hem. Het drietal in omhelzing is abbé Gregoire (in zwarte soutane), Dom Gerle en dominee Rabaut-Saint-Étienne. De graaf de Mirabeau staat rechts op de voorgrond; Dauch zit achter hem en wordt gevraagd de zaal te verlaten. Antoine Barnave staat tussen hen in. De journalist Marat staat rechts op het balkon.

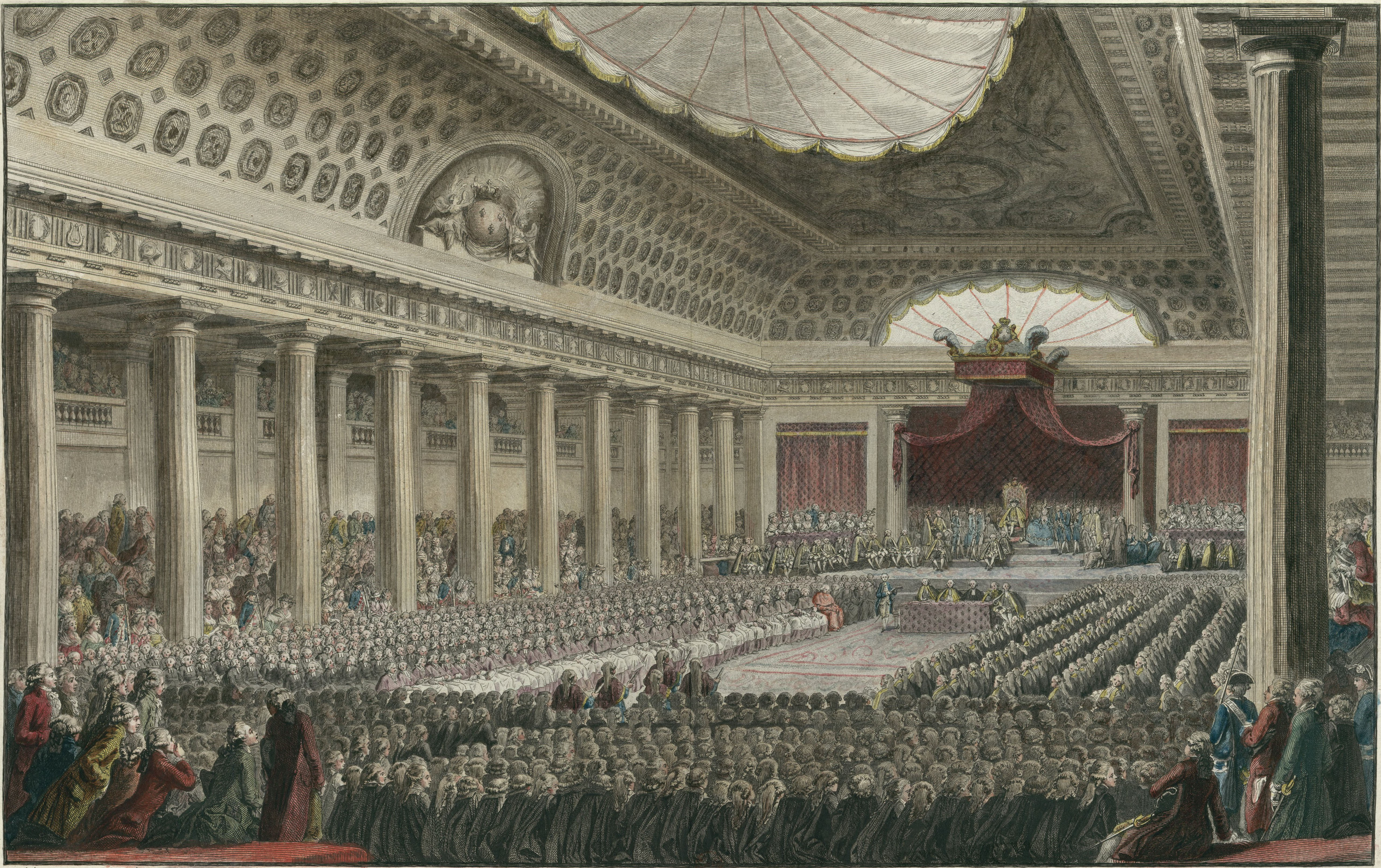
Openingszitting van de Staten Generaal op 5 mei 1789 in de Salle des Menus-Plaisirs te Versailles

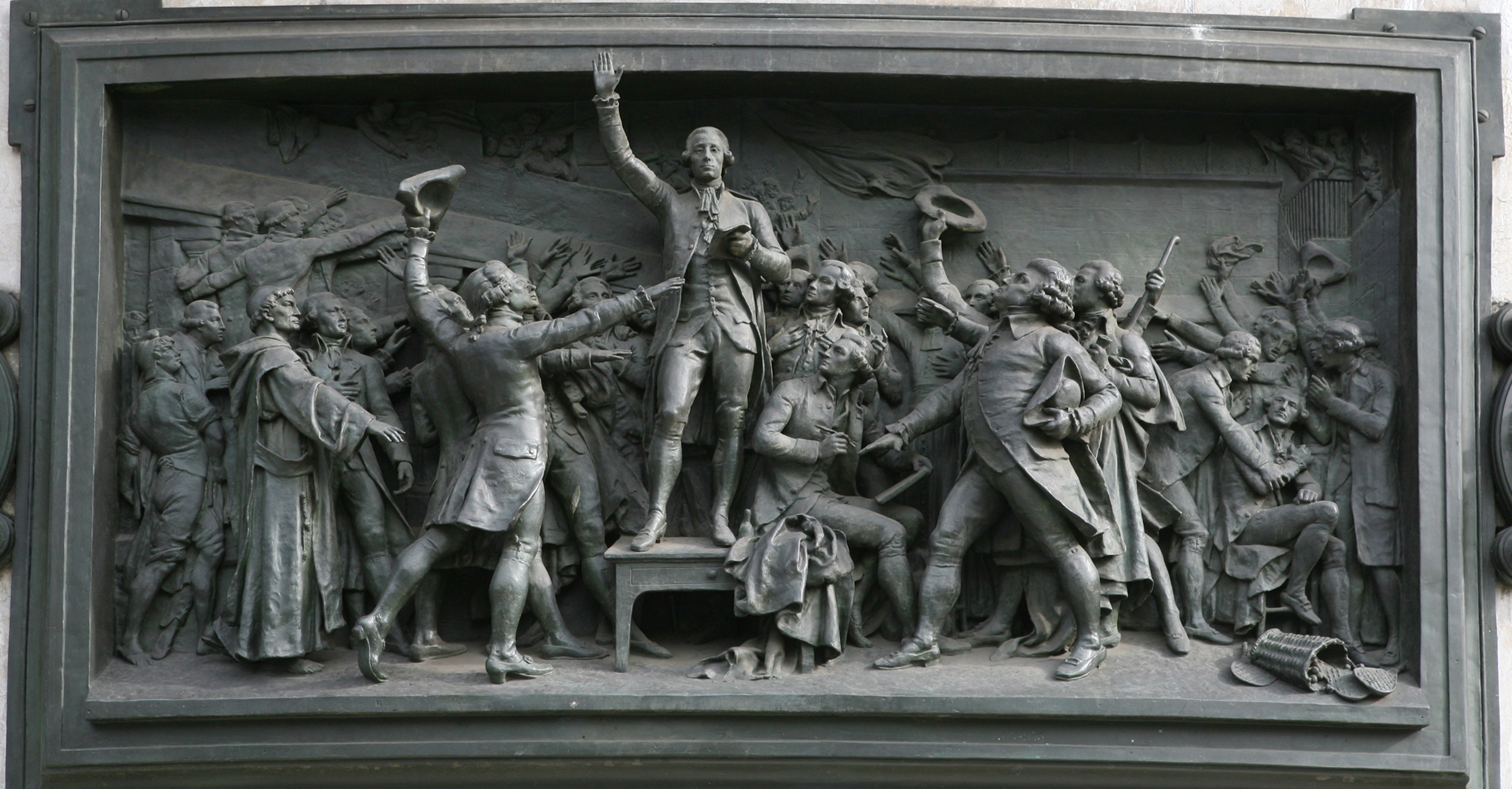
Le serment du Jeu de paume, haut-reliëf in brons van Léopold Morice, Monument voor de Republiek, Place de la République, Parijs, 1883

De Eed op de Kaatsbaan werd op zaterdag 20 juni 1789 te Versailles afgelegd door nagenoeg alle vertegenwoordigers van de derde stand en enkele sympathisanten uit de geestelijkheid en adel op initiatief van Jean-Joseph Mounier. Deze afgevaardigden zwoeren om niet uiteen te gaan voordat zij als Nationale Vergadering (Assemblée nationale) aan het koninkrijk een nieuwe grondwet hadden gegeven. Die zou er uiteindelijk ruim twee jaar later komen op 3 september 1791, voorafgegaan door de eerder aangenomen Verklaring van de rechten van de mens en de burger. De eed was een bepalende gebeurtenis aan het begin van de Franse Revolutie.

## Voorgeschiedenis
Onder druk van een nakend staatsbankroet openden op 5 mei 1789 de Staten-Generaal. De koning ontving de vertegenwoordigers van de standen, die sinds 1614 niet meer samen waren geroepen, in de Salle des Menus-Plaisirs. In zijn toespraak achtte minister Jacques Necker het terecht dat het aantal vertegenwoordigers van de derde stand gelijk was aan dat van de twee anderen samen. Aanvankelijk werd hij beschouwd als de verlosser van Frankrijk, maar uit zijn gedrag bleek dat hij de Staten-Generaal beschouwde als een orgaan dat slechts budgetten moest goedkeuren, geen hervormingen organiseren.
De volgende dag weigerden de vertegenwoordigers van de derde stand apart van de geestelijkheid en de adel te vergaderen. De graaf van Mirabeau, die de vorige dag was overgestapt, eiste stemming per hoofd in plaats van per stand. De geestelijkheid weigerde; twee derde van de adel was tegen. In de daarop volgende dagen probeerde men tot een vergelijk te komen. Abbé Grégoire verzamelde iedere avond de sympathisanten onder de geestelijken, waaronder Emmanuel Joseph Sieyès, om zich heen. Mondjesmaat sloten dorpspastoors zich aan bij de derde stand, die een nieuwe constitutie voorstond.
De leden van de derde stand sommeerden de overige adel en de geestelijkheid om deel te nemen. Op 15 juni was een omslagpunt bereikt; men zou niet langer wachten op toestemming van de koning. De vergadering eigende zich het recht toe over belastingzaken te beslissen.
Op 17 juni verklaarde de derde stand zich tot Assemblée nationale. Dit werd bij stemming besloten. De uitslag was 490 stemmen voor en 90 tegen. Iedere belasting die niet met name genoemd werd zou niet langer van kracht zijn. Necker riep vervolgens op tot een plenaire sessie van de Staten-Generaal, maar het compromis waarbij deels hoofdelijk, maar ook per stand zou worden gestemd was onacceptabel. De volgende dag verordonneerde de koning dat er afzonderlijk moest worden vergaderd, maar het was te laat. Op 19 juni ging de meerderheid van de geestelijkheid over tot het innemen van het standpunt van de derde stand.
De koning liet de vergaderzaal in het Kasteel van Versailles op 20 juni 1789 sluiten, met het argument dat die moest worden aangepast voor de koninklijke zitting van de Staten-Generaal drie dagen later. De deur was gesloten en honderden afgevaardigden stonden buiten in de regen.

## De kaatsbaan
De arts Guillotin stelde toen voor om naar de kaatsbaan ernaast te gaan. Daar speelde het Franse hof het jeu de paume, een voorloper van het moderne tennis. De Salle du Jeu de Paume was een hal met hoog geplaatste ramen en zwart geschilderde wanden, zodat de spelers de bal goed konden zien. Er werd een tafel gehaald bij de buurman, een kleermaker.

## De eed
Het idee voor de eed kwam van Jean-Joseph Mounier. De tekst werd opgesteld door Antoine Barnave en Isaac Le Chapelier:
De Nationale Vergadering, overwegend dat ze geroepen is de Grondwet van het Koninkrijk vast te stellen, de regeneratie van de openbare orde door te voeren en de ware principes van de monarchie te handhaven, dat niets haar kan verhinderen haar beraadslagingen verder te zetten op welke plaats ze ook gedwongen wordt zich te vestigen, en dat ten slotte overal waar haar leden zijn verzameld de Nationale Vergadering ís, besluit dat alle leden van deze vergadering terstond de plechtige eed zullen afleggen dat ze nooit uit elkaar zullen gaan en dat ze overal waar de omstandigheden het eisen bijeen zullen komen, tot de Grondwet van het Koninkrijk op stevige grondslagen zal gevestigd en versterkt zijn.
Op aangeven van voorzitter Bailly werd deze eed gezamenlijk gezworen door 577 gedeputeerden, die vervolgens één voor één de tekst ondertekenden. Van de aanwezigen weigerde enkel Joseph Martin d'Auch mee te doen. Alle eednemers waren leden van de derde stand, behalve vijf priesters. Onder de eednemers waren ook vijf afgevaardigden van de kolonie Saint-Domingue, hoewel ze officieel nog geen lid waren. Zij telden drie edelmannen in hun rangen.
Op de zitting van 22 juni kregen degenen die verhinderd waren geweest toestemming om hun handtekening aan de eedlijst toe te voegen. Dit bracht het totale aantal ondertekenaars op 641, waarbij de opvolgers zijn meegeteld. Onder deze toetreders waren vijf nieuwe priesters, maar nog steeds niemand van de adel.

## De koninklijke zitting
Om verdere zittingen te verhinderen werd de kaatsbaan op 21 of 22 juni afgehuurd door de graaf van Artois, een broer van de koning. Lodewijk XVI liet opnieuw bekendmaken dat iedere stand afzonderlijk op de daarvoor bestemde plaats zou moeten vergaderen. Daarop verplaatste de Assemblée zich naar de kerk van Versailles.
De geschokte koning sprak op 23 juni de vergadering toe: een mengsel van toegevingen en afkeuringen. Minister Necker was het niet eens met de koninklijke boodschap en liet dat blijken door niet op te dagen voor de zitting. De koning gaf meer garanties op individuele en persvrijheid. De lettres de cachet verdwenen, behoudens enkele uitzonderingen. De ongelijkheid in belastingheffing werd opgeheven, de taille werd afgeschaft. Tegelijk eiste hij dat de standen weer apart zouden vergaderen. Maar de Assemblée wilde niet wijken. De koning verklaarde de besluiten ongeldig en verliet de Staten-Generaal, gevolgd door een groot gedeelte van de clerus en de adel. Toen Henri-Évrard de Dreux-Brézé, ceremoniemeester van de koning, kwam vertellen dat de zaal ontruimd moest worden, verklaarde Mirabeau dat Brézé geen bevoegdheid had en dat hij terug moest gaan naar degene die hem gestuurd had. De vergadering was bijeen op gezag van het volk en zou alleen uiteen gaan bij de komst van bajonetten. Toen dit aan Lodewijk werd overgebracht, schijnt hij te hebben uitgeroepen: "Ze willen blijven, wel verdomd, dat ze dan blijven".
Op 25 juni sloten 149 leden van de clerus zich aan bij de Nationale Vergadering en later die dag deed Orléans op advies van zijn secretaris Pierre Choderlos de Laclos hetzelfde, samen met 46 andere leden van de adel. Om het initiatief te houden, beval de koning twee dagen later aan zijn trouwe gepriviligieerde standen om zich bij de derde stand te voegen. Op 9 juli werd de Nationale Grondwetgevende Vergadering gevormd.

## De schilder David
David was als propagandist actief betrokken bij de Franse Revolutie. In opdracht van de jacobijnen begon hij aan een reusachtig schilderij over de Eed op de Kaatsbaan, waarop hij honderden mensen zou moeten afbeelden. Om het omvangrijke schilderij van negen meter breed en zes meter hoog te financieren begon David fondsen te werven. 3000 mensen schreven in op het project in de verwachting een soort kopie te verwerven. Er schijnen honderden ontwerpen te sluimeren in het depot van Versailles. Toen de openbare onderschrijving niettemin ver onder de verwachtingen bleef, maakte de Nationale Grondwetgevende Vergadering er een officiële opdracht van.
David stond voor een probleem. Hoe moest hij gelijkheid en broederschap in de pas opgerichte Assemblée Nationale afbeelden? In het midden staan gebroederlijk drie voor- of tegenstanders van de staatsreligie, die zich verzoenen. In de zaal staan sansculotten; de vrouwen juichen op het balkon. Sommige helden uit 1789 waren al in 1792 tot schurken bestempeld en David maakte het werk mogelijk nooit af, nadat het verraad van Mirabeau, die in 1790 in overleg was getreden met de koninklijke familie, in december 1793 bekend werd door toedoen van Robespierre.